# تورسينباي كولاخمت
تورسينباي كولاخمت مواليد 27 يناير 1994، هو ملاكم محترف كازاخستاني.

## إحصائيات
خاض خلال مسيرته 43 نزالا، فاز في 33 ولم يتعادل وخسر في 10. فاز بالضربة القاضية في نزال واحد.

## روابط خارجية
- تورسينباي كولاخمت على موقع بوكس ريك (الإنجليزية) (registration required)